# Despliegue (ejército)

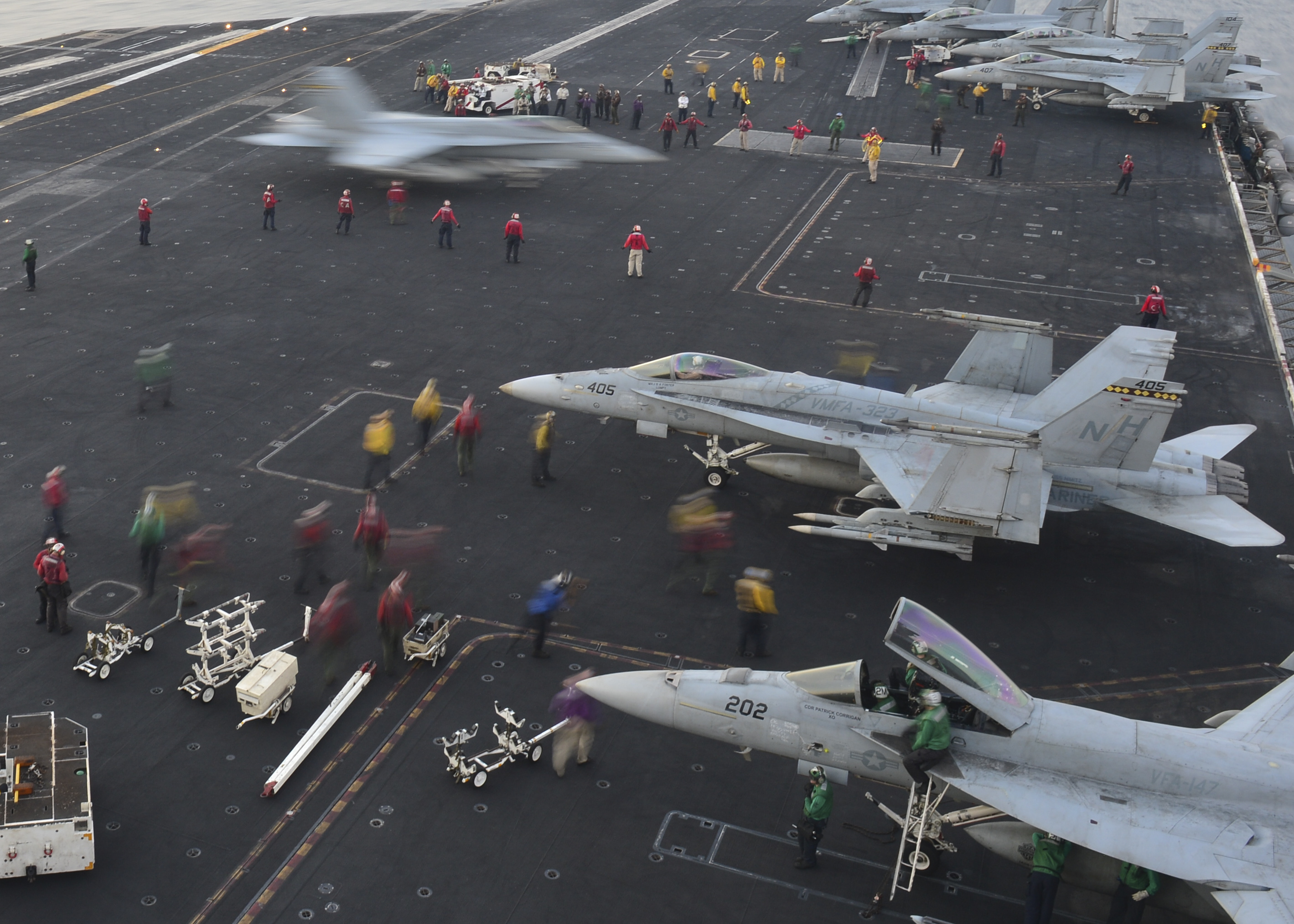
Marineros e infantes de marina estadounidenses realizan operaciones de vuelo a bordo del portaaviones USS Nimitz (CVN 68), el 1 de octubre de 2017, en el Golfo Arábigo. El Nimitz fue desplegado en el área de operaciones de la Quinta Flota de EE. UU. en apoyo de la Operación Inherent Resolve

Se llama despliegue al acto de pasar las diferentes fracciones que componen una columna desde el orden de marcha a los puestos que deben ocupar en el orden de combate.
Esta operación depende naturalmente del plan que se proponga seguir el general en la batalla que se avecina, pues según sea aquel habrá que plantear la lucha de una manera u otra, distribuyendo al efecto de un modo conveniente los elementos de que se dispone.
Una vez efectuado el despliegue no hay manera de alterar esta distribución sin perturbar gravemente el orden de batalla. No conviene la precipitación y aún menos el extremo opuesto, porque si el despliegue se empieza demasiado tarde, se favorecen indirectamente los planes del enemigo, dándole tiempo para apoderarse de las posiciones más ventajosas. Además se corre el riesgo de que las fracciones más atrasadas no lleguen a tiempo para tomar parte desde el principio en la lucha. 
Ordenar el despliegue en el momento preciso para que no haya nada que variar en él ni se pierda tiempo, ofrece bastantes dificultades en la práctica. Cuando no se conoce la situación y disposiciones del contrario con bastante exactitud y no se sabe, por consiguiente, en qué dirección hay que encauzar las distintas unidades para conducirlas al combate, vale más concentrarlas previamente a varios kilómetros del enemigo y esperar allí a que las noticias recogidas por los exploradores y el resultado de los reconocimientos efectuados por el Cuartel General disipen todas las dudas y permitan formar concepto claro de la situación. Una vez bosquejado el plan, que ha de ser bastante elástico para amoldarse a los cambios que puedan sufrir la disposición de las tropas enemigas, se da la orden para el despliegue. Éste se efectúa encaminándose las diferentes fracciones que componen la columna a los puestos que se les designen, por el camino más corto. A sus jefes incumbe adoptar, al llegar a ellos, las disposiciones convenientes para el cumplimiento de la misión que en el plan de batalla se les haya encomendado.
Cuando se moviliza personal militar a operaciones en el extranjero, estos enfrentan mayores riesgos físicos y traumas adversos para su salud mental. Específicamente, los individuos desplegados pueden sufrir de: trastorno de estrés postraumático (TEPT), trastorno depresivo mayor (MDD por sus siglas en inglés), trastornos mentales comunes (trastornos de depresión, ansiedad y somatización) y trastornos relacionados con sustancias.
Una revisión sistemática de 40 estudios, llevados a cabo entre 1993 y 2017 en Estados Unidos, Reino Unido y Australia, evaluó los efectos del despliegue sobre la salud mental. Los resultados indican que el despliegue de operaciones tiene un efecto negativo sobre la salud mental del personal militar movilizado. Específicamente, en las evaluaciones realizadas después de 24 meses de la exposición, los efectos adversos son consistentes en todos los aspectos de la salud mental, especialmente en el TEPT. Esto sugiere que se deben aumentar los esfuerzos para detectar y tratar los trastornos mentales, ya que sus efectos pueden ser duraderos.

## Despliegue estratégico
Suele llamarse despliegue estratégico al acto de conducir el ejército desde la zona de concentración al teatro de operaciones para dar comienzo a estas.
En la guerra ofensiva las operaciones tienen un objetivo claro y definido, que el ejército debe alcanzar con la mayor rapidez posible y con el mayor número de fuerzas, y es indispensable desplegarlas en un extenso frente.
También en la defensiva es esencial no diseminar las fuerzas de que se dispone. Pero esto no exime de desplegarlas para cubrir los objetivos probables del enemigo, aunque de manera que no excluya la posibilidad de reunirlas si conviene en un punto favorable para dar la batalla, desde el momento en que van definiéndose los propósitos del contrario y empieza a verse con claridad en que amagan sus ataques. Fuera de ésta, no pueden darse reglas para el despliegue estratégico. Puede decirse que este encierra el germen del plan de operaciones y es el primer paso dado hacia su ejecución.